# Mark MacLachlan
Mark J. MacLachlan (* 27. Dezember 1973) ist ein kanadischer Chemiker auf dem Gebiet der Supramolekularen Chemie.

## Leben
MacLachlan wurde in Faro (Yukon) geboren und wuchs in Quesnel (British Columbia) auf. 1995 erhielt er seinen Bachelor in Chemie von der University of British Columbia. 1999 wurde er an der University of Toronto promoviert, dabei waren Ian Manners und Geoffrey Ozin seine Mentoren. Nach seiner Postdoc-Zeit bei Tim Swager am MIT kehrte er 2001 an seine alma mater zurück. Von 2009 bis 2010 war er über ein Humboldt-Stipendium an der RWTH Aachen. 2011 wurde MacLachlan auf eine Professur berufen.
Er arbeitet an verschiedenen neuen Materialien wie konjugierten Polymeren, mithilfe von Makrocyclen zusammengesetzten Kohlenstoff-Nanonröhren, Preußischblau-Nanokompositen, porösen Metal Organic Frameworks und Pd/Cer(IV)-oxid-Nanokompositen.
In jüngerer Zeit forscht er über natürlichen Polymere (Chitin und Cellulose). Er ist Inhaber des Canada Research Chair in „Supramolekularen Materialien“ sowie Direktor des Trainingsprogramms Nanomaterials Science & Technology (NanoMat) der kanadischen Forschungsförderung NSERC.